# 上坂太一郎
上坂 太一郎（かみさか たいちろう、1977年4月14日 - ）は、愛知県名古屋市出身の元プロ野球選手（外野手、内野手）。

## 来歴・人物

### プロ入り前
享栄高では主将で、夏の甲子園に出場した。高校卒業後は社会人野球の王子製紙春日井に進み、5番打者として都市対抗に出場した。社会人東海選抜のメンバーとしてキューバチームと対戦した試合ではホームランも打っている。
1999年のドラフト5位で阪神タイガースに外野手として入団した。

### プロ入り後
1年目の2000年9月13日、読売ジャイアンツ戦に1番左翼手でスタメン出場し、プロ初安打を含む猛打賞、さらには二盗・三盗を連続で決めデビューを飾った。この連続盗塁について、野村克也監督は「阪神に来て、初めて野球をした気分だ」とコメントを残している。この日の相手先発が左投手のダレル・メイだったため、以降左投手が先発のときは坪井智哉を外して上坂をスタメンで起用する光景がしばしば見られた。秋季キャンプでは和田豊の後釜に据えられ、二塁手へのコンバートや、スイッチヒッターに挑戦した。スイッチヒッターには転向せず、引退まで右打者に専念した。
2年目となる2001年の春季キャンプでは、野村にF1セブンの一員に指名された。怪我で戦列離脱した時期もあったが、二塁手レギュラーとして89試合に出場し、濱中治・赤星憲広と3人で平成の新少年隊と呼ばれた。6月29日のヤクルトスワローズ戦では、石井弘寿からこの日が66歳の誕生日だった野村監督を祝うプロ初のサヨナラ本塁打を放ったほか、7月17日の巨人戦では條辺剛から自身2度目のサヨナラヒットを放ち、球団史上初となる巨人戦3試合連続サヨナラ勝ちの立役者となった。左投手を得意としており、この年の本塁打6本のうち5本が左投手から放ったものである。オフに結婚式を挙げた際、同日同じホテルでミーティングをしていた、翌年から阪神監督に就任する星野仙一が式に乱入し、急遽スピーチを行ったが、その内容は「レギュラーの確約はない」というものだった。星野は上坂をカミタロウと呼んでいた。
野村監督時代やF1セブンの肩書については引退後に「僕は、野村監督のことが大好きでした。チャンスをたくさんもらいましたし、野村さんがもう少し続けていたら、全然違った野球人生だったんじゃないのかなって思います。野球界からは離れたのに、今でも、F1セブンのことを言われます。何だかこそばゆいですけど、今となってはありがたいお話ですよね」と話している。
翌2002年、田淵幸一チーフ打撃コーチは当初2番二塁手として上坂のレギュラーを予定していたが、星野監督の「今岡を使ってみな」という指示に従い今岡誠を起用したところ固め打ちをし、そのまま二塁に定着。以降、上坂にスタメン機会はなかった。それ以降は再三のチャンスを生かしきれず、俊足かつパンチ力のある選手でありながら「もの凄いファインプレーをしたかと思うと、信じられないチョンボをやらかすので、ベンチとしては非常に使いにくい（広澤克実評）」ため、守備・走塁のスペシャリストとして一軍に残る道もなかった。
2003年は野球では特に目立つ活躍は無かった一方、6月9日に兵庫県西宮市内を自動車で運転していた際に、制限速度の83km/hオーバーとなる123km/hで走行していたことをオービスで撮影された。さらに7月18日にも58km/hオーバーの98km/hで走行しているところをオービスに撮影された。警察からの再三の出頭要請に気づかず、結果的に無視した形となり、球団にも報告していなかったことが判明し問題となった。上坂本人は「前後して、もらい事故として追突されたことの手続き書類と勘違いし、確認を怠った」と釈明していた。翌2004年5月21日、懲役6カ月、執行猶予2年の有罪判決を受け、球団からは出場停止と罰金100万円の制裁を受けた。このシーズンは17試合の出場にとどまったが、オフの契約更改の場では300万円減となる年俸1,700万円の提示を「事件と野球は別」として保留した。
2006年7月2日の巨人戦で、8番・三塁手でスタメン出場するも2打数無安打、2失策と振るわなかった。「チャンスをやりたかった」という岡田彰布監督の起用に応えることが出来ずに終わり、これが最後の一軍出場となった。
2007年10月27日に戦力外通告を受け、12球団合同トライアウトを受験するも獲得に乗り出す球団はなく、現役を引退した。

### 引退後
引退後は神戸市で飲食店経営に乗り出し「もつ鍋『かみ坂』」（現・「居酒屋 か虎屋」）をプロデュースしたほか、並行してプロゴルファーを目指して活動を始めた。2011年のJGTO・クオリファイトーナメントでは、2次予選で敗退（7オーバー・57位）。2012年4月16日つるやオープンマンデートーナメントに参戦しプロデビューしたが予選敗退し、本選出場はならなかった。
2018年9月時点では、プロゴルファーは断念、またもつ鍋店の経営からは手を引き、東京都練馬区の大泉学園駅近くの不動産会社「東宝ハウス練馬」に勤務する会社員となっている。
2024年7月15日、東京ドームで開催されたレジェンズマッチ2024に阪神OBとして出場し、久々に公の場に姿を見せた。

## 詳細情報

### 年度別打撃成績
| 年 度     | 球 団     | 試 合 | 打 席 | 打 数 | 得 点 | 安 打 | 二 塁 打 | 三 塁 打 | 本 塁 打 | 塁 打 | 打 点 | 盗 塁 | 盗 塁 死 | 犠 打 | 犠 飛 | 四 球 | 敬 遠 | 死 球 | 三 振 | 併 殺 打 | 打 率 | 出 塁 率 | 長 打 率 | O P S |
| --------- | --------- | ----- | ----- | ----- | ----- | ----- | -------- | -------- | -------- | ----- | ----- | ----- | -------- | ----- | ----- | ----- | ----- | ----- | ----- | -------- | ----- | -------- | -------- | ----- |
| 2000      | 阪神      | 21    | 76    | 72    | 6     | 18    | 2        | 1        | 0        | 22    | 2     | 6     | 2        | 1     | 0     | 3     | 0     | 0     | 8     | 0        | .250  | .280     | .306     | .586  |
| 2001      | 阪神      | 89    | 340   | 300   | 37    | 76    | 9        | 4        | 6        | 111   | 24    | 7     | 3        | 9     | 2     | 27    | 0     | 2     | 37    | 4        | .253  | .317     | .370     | .687  |
| 2002      | 阪神      | 74    | 157   | 139   | 18    | 36    | 7        | 1        | 1        | 48    | 9     | 1     | 1        | 4     | 0     | 14    | 0     | 0     | 20    | 2        | .259  | .327     | .345     | .672  |
| 2003      | 阪神      | 16    | 23    | 21    | 1     | 3     | 0        | 0        | 0        | 3     | 1     | 0     | 0        | 0     | 0     | 2     | 0     | 0     | 7     | 0        | .143  | .217     | .143     | .360  |
| 2004      | 阪神      | 17    | 23    | 22    | 4     | 6     | 0        | 0        | 0        | 6     | 0     | 1     | 1        | 0     | 0     | 1     | 0     | 0     | 3     | 0        | .273  | .304     | .273     | .587  |
| 2005      | 阪神      | 25    | 18    | 13    | 1     | 2     | 1        | 0        | 0        | 3     | 1     | 0     | 0        | 3     | 0     | 2     | 0     | 0     | 1     | 0        | .154  | .267     | .231     | .498  |
| 2006      | 阪神      | 1     | 2     | 2     | 0     | 0     | 0        | 0        | 0        | 0     | 0     | 0     | 0        | 0     | 0     | 0     | 0     | 0     | 0     | 0        | .000  | .000     | .000     | .000  |
| 通算：7年 | 通算：7年 | 243   | 639   | 569   | 67    | 141   | 19       | 6        | 7        | 193   | 37    | 15    | 7        | 17    | 2     | 49    | 0     | 2     | 76    | 6        | .248  | .309     | .339     | .648  |

### 年度別守備成績
| 年 度 | 球 団 | 二塁  | 二塁  | 二塁  | 二塁  | 二塁  | 二塁     | 三塁  | 三塁  | 三塁  | 三塁  | 三塁  | 三塁     | 外野  | 外野  | 外野  | 外野  | 外野  | 外野     |
| 年 度 | 球 団 | 試 合 | 刺 殺 | 補 殺 | 失 策 | 併 殺 | 守 備 率 | 試 合 | 刺 殺 | 補 殺 | 失 策 | 併 殺 | 守 備 率 | 試 合 | 刺 殺 | 補 殺 | 失 策 | 併 殺 | 守 備 率 |
| ----- | ----- | ----- | ----- | ----- | ----- | ----- | -------- | ----- | ----- | ----- | ----- | ----- | -------- | ----- | ----- | ----- | ----- | ----- | -------- |
| 2000  | 阪神  | 6     | 14    | 21    | 1     | 2     | .972     | -     | -     | -     | -     | -     | -        | 14    | 13    | 0     | 1     | 0     | .929     |
| 2001  | 阪神  | 61    | 158   | 207   | 4     | 42    | .989     | -     | -     | -     | -     | -     | -        | 27    | 31    | 0     | 1     | 0     | .969     |
| 2002  | 阪神  | 21    | 16    | 35    | 1     | 5     | .981     | -     | -     | -     | -     | -     | -        | 43    | 41    | 0     | 0     | 0     | 1.000    |
| 2003  | 阪神  | 1     | 3     | 0     | 0     | 0     | 1.000    | -     | -     | -     | -     | -     | -        | 5     | 6     | 1     | 0     | 0     | 1.000    |
| 2004  | 阪神  | -     | -     | -     | -     | -     | -        | 3     | 0     | 2     | 0     | 0     | 1.000    | 5     | 6     | 1     | 0     | 0     | 1.000    |
| 2005  | 阪神  | -     | -     | -     | -     | -     | -        | -     | -     | -     | -     | -     | -        | 20    | 13    | 0     | 1     | 0     | .929     |
| 2006  | 阪神  | -     | -     | -     | -     | -     | -        | 1     | 1     | 0     | 2     | 0     | .333     | -     | -     | -     | -     | -     | -        |
| 通算  | 通算  | 89    | 191   | 263   | 6     | 49    | .987     | 4     | 1     | 2     | 2     | 0     | .600     | 114   | 110   | 2     | 3     | 0     | .974     |

### 記録
- 初出場：2000年9月6日、対ヤクルトスワローズ20回戦（明治神宮野球場）、9回表に坪井智哉の代走で出場
- 初先発出場：2000年9月7日、対ヤクルトスワローズ21回戦（明治神宮野球場）、8番・右翼手として先発出場
- 初盗塁：2000年9月9日、対中日ドラゴンズ23回戦（阪神甲子園球場）、8回裏に二盗（投手：メルビン・バンチ、捕手：中村武志）
- 初安打：2000年9月13日、対読売ジャイアンツ26回戦（阪神甲子園球場） 、1回裏にダレル・メイから左前安打
- 初打点：2000年9月30日、対広島東洋カープ28回戦（阪神甲子園球場）、7回裏に玉木重雄から中前適時打
- 初本塁打：2001年4月24日、対読売ジャイアンツ4回戦（阪神甲子園球場）、5回裏に工藤公康から左越3ラン

### 背番号
- 43 （2000年 - 2007年）